# Mikołaj Laskarys
Mikołaj Laskarys (gr. Νικόλαος Κομνηνός Λάσκαρις, ur. w 1200 prawdopodobnie w Konstantynopolu, zm. w 1211 lub 1212) – bizantyński współcesarz u boku swego ojca Teodora I Laskarysa.

## Życiorys
Był najstarszym synem Teodora I Laskarysa i jego pierwszej żony Anny Angeliny. Miał zmarłego wcześnie brata Jana oraz siostry: Irenę Laskarinę, która poślubiła najpierw generała Andronika Paelologa, a następnie Jana III Watatzesa, Marię Laskarinę, która poślubiła króla węgierskiego Belę IV i Eudoksję Laskarinę, zaręczoną z cesarzem łacińskim – Robertem de Courtenay. W marcu 1208 został koronowany na cesarza. Zmarł w 1211 lub 1212 roku.